# Nealcidion triangulare
Nealcidion triangulare är en skalbaggsart som först beskrevs av Bates 1863.  Nealcidion triangulare ingår i släktet Nealcidion och familjen långhorningar.
Artens utbredningsområde är Venezuela. Inga underarter finns listade i Catalogue of Life.